# Henny Waljus

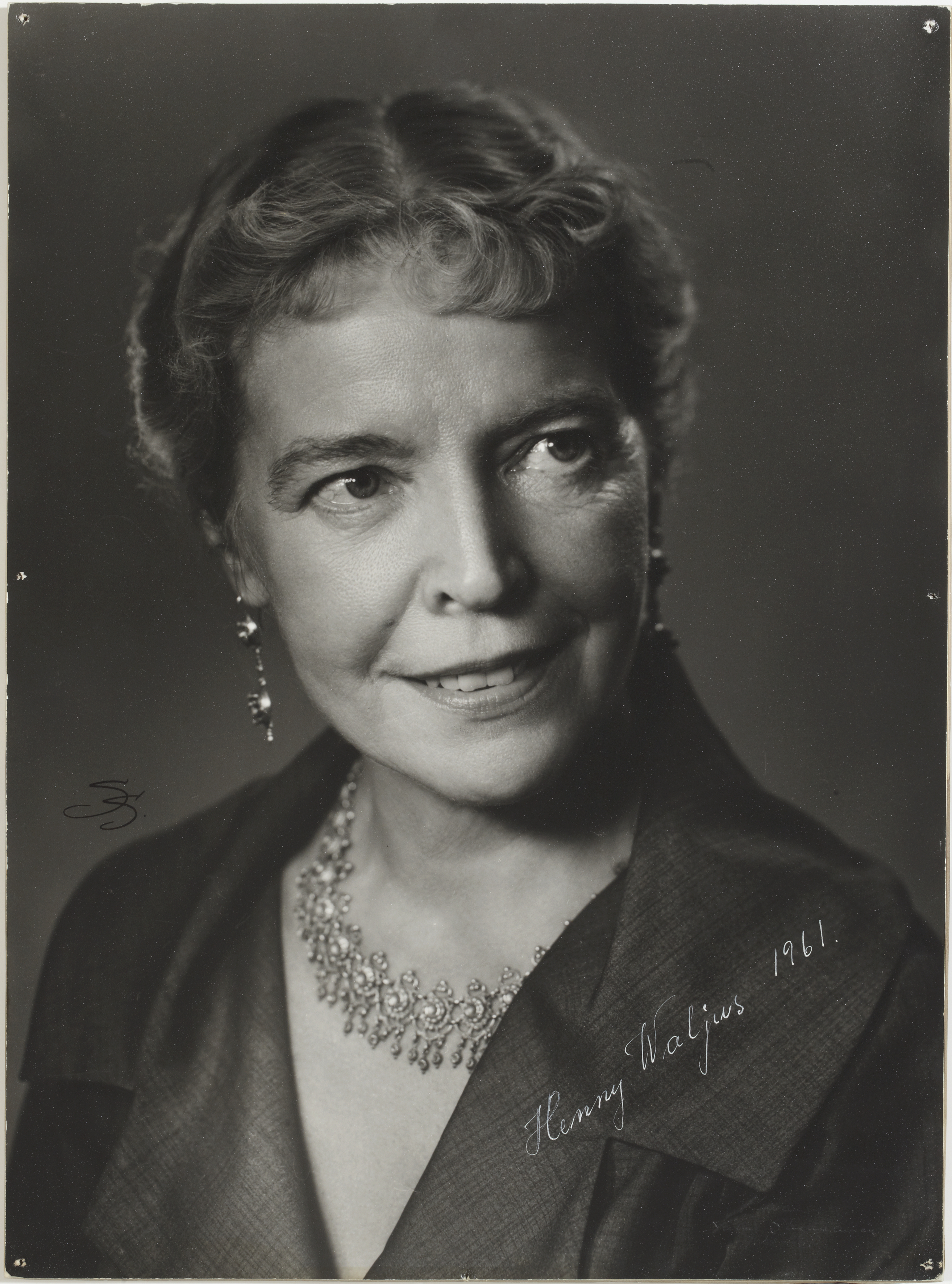
Henny Waljus en 1961

Henny Waljus (Liperi; 15 de septiembre de 1906 – Helsinki; 29 de mayo de 1991) fue una actriz teatral, cinematográfica y televisiva finlandesa.

## Biografía
Su nombre completo era Henny Amalia Waljus, y nació en Liperi, Finlandia, siendo su padre el pionero de la aviación finlandesa Adam Wallius.
Waljus fue una conocida actriz teatral, con una larga carrera en el Teatro Nacional de Finlandia, del cual se retiró en 1977. Se especializó en la interpretación de papeles de solteronas, tanto en el ámbito teatral como en el cinematográfico.
Su primer papel en el cine llegó con Rovastin häämatkat (1931). Es recordada por encarnar a la viuda Alma Skrofina en una película basada en un texto de Mika Waltari, Kaasua, komisario Palmu! (1961). Fue actriz protagonista en Anu ja Mikko (1940), cinta basada en una historia de Kersti Bergroth. Además de su trabajo en el cine, Waljus actuó en los años 1960 en varias producciones televisivas, siendo uno de sus papeles el de madre en la serie Tuulensuun tuvassa.
En reconocimiento a su carrera artística, fue premiada en 1958 con la Medalla Pro Finlandia. 
Henny Waljus falleció en 1991, a los 84 años de edad, en Helsinki, siendo enterrada en la tumba 10-17-232 del Cementerio de Malmi, en dicha ciudad.

## Filmografía (selección)
- 1931 : Rovastin häämatkat
- 1936 : Taistelu Heikkilän talosta
- 1938 : Syyllisiäkö?
- 1939 : Halveksittu
- 1940 : Lapseni on minun
- 1940 : Anu ja Mikko
- 1941 : Perheen musta lammas
- 1942 : Yli rajan
- 1942 : Synnin puumerkki
- 1943 : Kirkastettu sydän
- 1944 : Kartanon naiset
- 1945 : Tähtireportterit tulevat
- 1945 : Linnaisten vihreä kamari
- 1947 : Tuhottu nuoruus
- 1948 : Ruusu ja kulkuri
- 1949 : Katupeilin takana
- 1949 : Kanavan laidalla
- 1950 : Tanssi yli hautojen
- 1950 : Ratavartijan kaunis Inkeri
- 1950 : Katarina kaunis leski
- 1951 : Kuisma ja Helinä
- 1951 : Huolien teillä
- 1952 : Yhden yön hinta
- 1952 : Kulkurin tyttö
- 1953 : Kolmiapila
- 1954 : Rakastin sinua, Hilde
- 1954 : Niskavuoren Aarne
- 1954 : Morsiusseppele
- 1954 : Kun on tunteet
- 1956 : Jokin ihmisessä
- 1957 : Pää pystyyn Helena
- 1958 : Mies tältä tähdeltä
- 1959 : Patarouva
- 1960 : Skandaali tyttökoulussa
- 1960 : Myöhästynyt hääyö
- 1960 : Kankkulan kaivolla
- 1960 : Isaskar Keturin ihmeelliset seikkailut
- 1961 : Toivelauluja
- 1961 : Pikku Pietarin piha
- 1961 : Kertokaa se hänelle...
- 1961 : Kaasua, komisario Palmu!
- 1962 : Hän varasti elämän
- 1969 : Sixtynine 69